# Styling
El styling (en inglés: estilización) es un término que se usa para referirse a una de las filosofías de diseño con énfasis en hacer un producto atractivo para los consumidores con el fin de venderlo. Esta filosofía se opone al funcionalismo y su mayor representante fue el diseñador industrial norteamericano Raymond Loewy. El styling surgió en los Estados Unidos después de la caída de la bolsa de valores en 1929, con el objetivo de incrementar las ventas. Según Tomás Maldonado, corresponde a una modalidad de diseño industrial que intenta hacer el modelo superficialmente atrayente, para disfrazar eventuales fallas en la calidad. Según Heskett (1997), el styling está asociado a la expansión de la profesionalización del diseño en los Estados Unidos y responsable por la consolidación de la figura del diseñador como consultor de empresas, formando asociaciones con la industria norteamericana.
La grave situación económica que atravesaba los Estados Unidos en el año 1926 obligó a las empresas a apelar a todos los recursos para revertir la caída de las ventas. Así, los fabricantes advirtieron que el embellecimiento del aspecto exterior de un producto era una forma de estimular su compra. El styling abarcaba el rediseño del producto a partir de su apariencia exterior, aunque la estructura funcional quedara inalterada. Según el teórico del diseño Gui Bonsiepe el styling parte metodológicamente de la superficie del objeto y se queda allí mismo.